# Metro-2

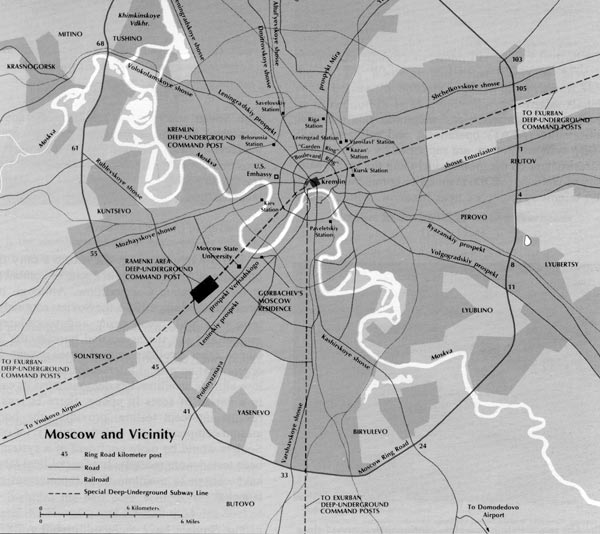
Carte supposée de Metro-2, créée par le département de la Défense des États-Unis.

Metro-2 (Métro 2), de nom de code Д6 (D6), est un réseau de tunnels supposé doubler le métro de Moscou et destiné à servir aux militaires. Bien que cela n'ait jamais été officiellement confirmé par les autorités soviétiques puis russes, plusieurs études indépendantes suggèrent son existence sans toutefois la prouver,. Distinct du réseau public, il serait prévu pour l'évacuation de personnes clefs en cas d'attaque.

## Histoire et description
La construction de ce réseau aurait été commencée sous Joseph Staline par le KGB. La longueur excéderait celle du métro public. On dit qu'il comporte quatre lignes  pour une profondeur allant de 50 à 200 mètres. Il relierait le Kremlin aux quartiers généraux du FSB, le ministère de la Défense et plusieurs autres installations stratégiques, dont l'aéroport international de Vnoukovo et la ville militaire de Krasnoznamensk. Il posséderait aussi des entrées à partir de plusieurs édifices civils, comme l'université d'État de Moscou et au moins deux stations de métro régulières[réf. non conforme].
En 1994, le chef d'un groupe d'exploration urbaine, les Diggers of the Underground Planet, a affirmé avoir trouvé une entrée dans ce système souterrain.

## Confirmation de son existence
L'existence de ce réseau souterrain n'a jamais été confirmée, ni démentie, que ce soit par le FSB ou l'administration du métro de Moscou. Cependant, il existe plusieurs preuves de l'existence du Metro-2.

### Rapport du département de la Défense des États-Unis
En 1991, le département de la Défense des États-Unis a publié un rapport, qui consacrait plusieurs pages à un complexe gouvernemental souterrain situé à Moscou. Il comprenait également un schéma du système superposé à une carte de la ville.
« Les Soviétiques ont construit des souterrains profonds à la fois dans les zones urbaines de Moscou et en dehors de la ville. Ces installations sont reliées entre elles par un réseau de lignes de métro profondes interconnectées qui fournissent un moyen d'évacuation rapide et sécurisé pour les dirigeants. Les dirigeants peuvent quitter leurs bureaux par des entrées dissimulées, dans des quartiers protégés, sous la ville. Il existe d'importants postes de commandement souterrains dans la région de Moscou, dont l'un au Kremlin. La presse soviétique a constaté la présence d'un énorme bunker souterrain situé à proximité de l'université d'État de Moscou. Destiné aux autorités nationales de commandement en temps de guerre, il aurait une profondeur estimée entre 200 et 300 m et peut accueillir environ 10 000 personnes. Une ligne de métro spéciale relie certains points de Moscou et peut-être même jusqu'au terminal VIP de l'aérodrome de Vnoukovo (...) »

— Military forces in transition, 1991, p. 40

### Confirmation par les officiels

#### Igor Malashenko
En 1992, dans une interview avec Time, le directeur adjoint et producteur Igor Malashenko a parlé de l'existence de Sofrino-2, situé à environ 30 km au nord-est des centres de télédiffusion de Moscou, construits à de grandes profondeurs en cas de guerre nucléaire. Selon Malachenko, l'équipement était inutilisable en raison de son âge. Il a poursuivi en affirmant que le même sort avait été réservé à de nombreux abris anti-bombes souterrains, et notamment à un système de bunkers souterrains situé sous le bâtiment de l'Université d'État de Moscou, qui avait été inondé et s'était détérioré.

#### Vladimir Shevchenko
En 2004, l'ancien conseiller du président soviétique Mikhaïl Gorbatchev, de l'ancien président russe Boris Eltsine et ensuite du président Vladimir Poutine, Vladimir Shevchenko, a confirmé l'existence d'un réseau secret dans le métro de Moscou.
"Les rapports sur le nombre de communications souterraines sont grandement exagérées. À l'époque de Staline, qui avait très peur des tentatives d'assassinat, il existait en fait une ligne de chemin de fer souterraine à voie unique reliant le Kremlin à sa soi-disant "datcha" à Volynskoye : ni la datcha ni la ligne de métro ne sont utilisées. En outre, il existait également des liaisons souterraines de transport entre l’État-major et plusieurs autres installations du gouvernement. En 1991, un tunnel pneumatique a été construit entre le bâtiment du Comité central du PCUS sur la vieille place de Moscou et le Kremlin."
En 2008, Shevchenko a de nouveau abordé le sujet du Metro-2 :
"À l'heure actuelle, le métro du Kremlin ne peut pas être qualifié d'artère de transport et, autant que je sache, son fonctionnement a nécessité des réparations majeures : entre autres, de nombreuses servitudes souterraines finiront par se détériorer."

## Dans la culture populaire
Une ligne de métro secrète est mentionnée et explorée dans les jeux vidéo Metro 2033 (jeu vidéo) et Metro:Last Light, ainsi que dans les romans qui ont inspiré ces jeux (Metro 2033 et Metro 2034). Cette ligne est censée desservir une base militaire secrète abritant des missiles tactiques nucléaires ainsi que des expériences scientifiques dangereuses.